# 内兹珀斯人
内兹珀斯人（英语：Nez Perce，/ˌnɛzˈpɜːrs/），又称内兹佩尔塞人（法语：Nez Percé），其本名为尼米普人（Niimíipu）。他们是在刘易斯与克拉克远征时期生活在美国太平洋西北地区（哥伦比亚河高原）的一支美洲原住民部落。一份人类学解释说，他们来自于古科迪勒拉文化。古科迪勒拉文化从落基山脉向南移动，并向西进入了这个部落生活的土地，混入了这个部落。联邦认定的内兹珀斯族现在生活在它在爱达荷的保留区内并支配那里。他们自称为尼米普人（Nimíipuu，发音为[nimiːpuː]）。他们的语言是萨哈泼丁语支的一部分。“尼米普”在他们的语言中意为“人们”。这种称呼自己为“人”的部落名称在世界各地的部落里均有出现。
他们说的是内兹珀斯语，或者称尼米普语（Niimiipuutímt）。这是一种与一些萨哈泼丁语方言有关的萨哈泼丁语支的语言。萨哈泼丁语支则是高原佩纽蒂语族的一个分支（如此轮下去，则可能与更大的佩纽蒂语系有关）。

## 名称

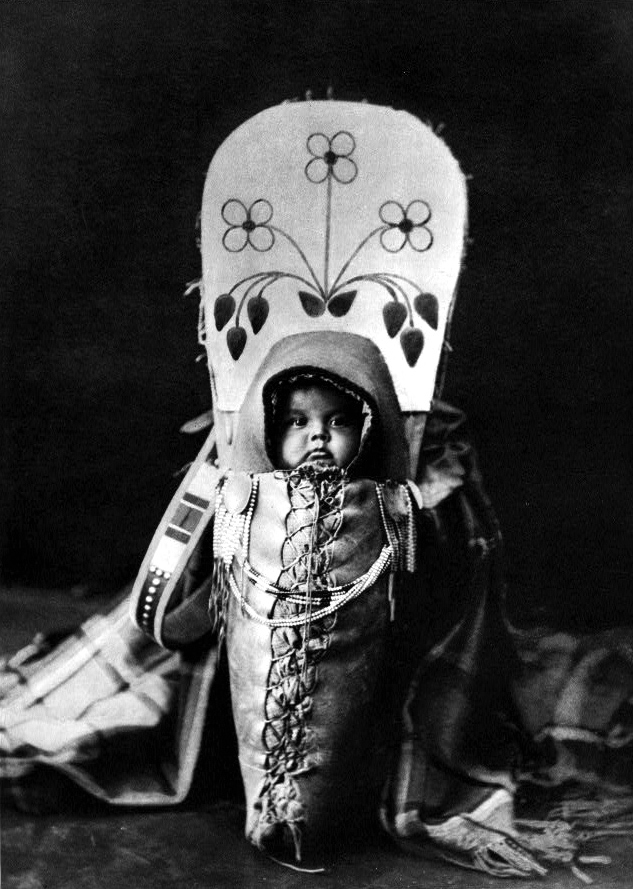
摇篮板中的内兹珀斯婴儿，1911。

“内兹珀斯”或“内兹佩尔塞”（Nez Percé），这个法语名字是加拿大法兰西人毛皮贸易者们所取的一个外语用名。这些贸易者在18世纪晚期会定期造访这一地区。他们取的这个名字意思是“穿孔的鼻子”。今天，在萨哈泼丁语中，内兹珀斯人通常都被叫作尼米普人（Niimíipu）。这个部落也使用“内兹珀斯人”这一名称，而美国政府在与他们进行正式往来时，也用的是这一称呼。此外，当代的历史学家们，也是如此。较旧的历史人种学作品使用的是带有区别发音符号的法语拼写“Nez Percé”。它最初的法语发音是[ne pɛʁse]，含有三个音节，音译为内佩尔塞更准确。
威廉·克拉克在他的日志中将这群人称为楚珀尼什人（Chopunnish，/ˈtʃoʊpənɪʃ/）。这一名称改编自“cú·pŉitpeľu”（内兹珀斯人），它由“cú·pŉi”（用尖物穿刺）和“peľu”（人）组成。根据D·E·沃克所叙述，通过《内兹珀斯语词典（Nez Perce Language Dictionary）》来分析，“cúpnitpelu”这个名称的含义并没有涉及“用尖物穿刺”。前缀“cú”意为“成单行”。这一前缀与动词“-piní”组合在了一起。这个动词意为“出来”（例如从森林、灌木，或冰地之中出来）。最后，再加上了后缀“-pelú”。它意为“……的人们或居民们”。将这个内兹珀斯语词语的三个部分全部放在一起，现在便是“cú”+“piní”+“pelú”=“cúpnitpelu”，或者说是“单行地走出森林的人们”。内兹珀斯人的口头传说暗示了“Cuupn'itpel'uu”这个名字意味了“我们走出了树林或走出了群山”，并将这一时间归在内兹珀斯人有马之前。
“内兹珀斯人”是刘易斯与克拉克远征队的口译员所给的一个误称。这一时间是在他们在1805年首次遇见内兹珀斯人之时。这是个法语名称，意为“穿孔的鼻子”。这是对这个部落的一个不正确的描述。他们并不会实施穿鼻或佩戴装饰品。法语中所说的“穿鼻人部落”生活在太平洋西北地区的哥伦比亚河下游一带，并且一般被历史学家和人类学家们称为奇努克部落。奇努克人严重地依赖于鲑鱼，而内兹珀斯人也是。这两个民族共享捕鱼和贸易场所，但是奇努克人在他们的社会安排中，更有等级体系些。

## 传统地与文化

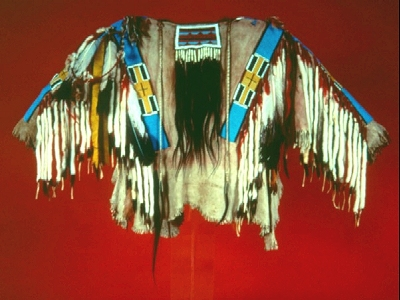
一件传统的内兹珀斯珠衫。

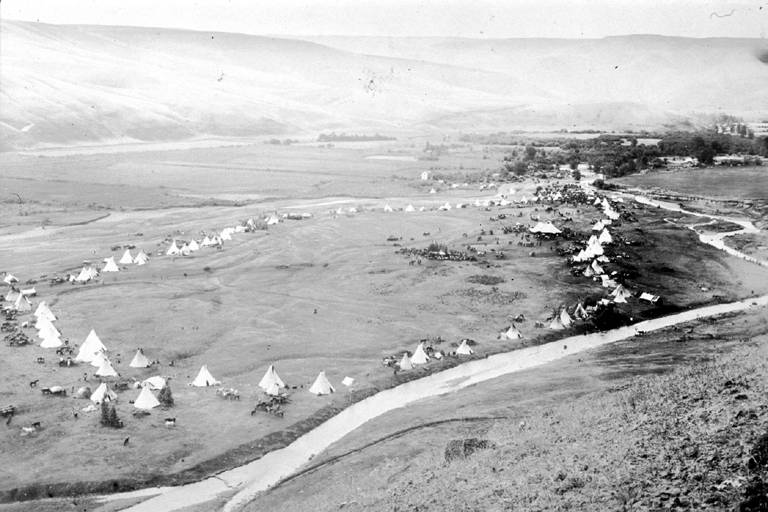
内兹珀斯营地，爱达荷州拉普怀，约1899年。

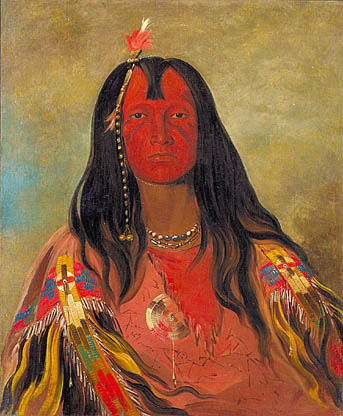
“头上无角”（No Horn on His Head），乔治·卡特林绘制的一名内兹珀斯男子。

在刘易斯与克拉克的年代（1804-1806），内兹珀斯人的领地大概有17,000,000英畝（69,000平方）。它覆盖了今天的华盛顿、俄勒冈、蒙大拿、爱达荷四个州的各自一部分，处于围绕着斯内克河（“蛇河”）、萨蒙河（“鲑鱼河”）、克利尔沃特河（“清水河”或“澄清河”）的一片地区。部落的区域在北纬45度与47度之间，从东边的比特鲁特山脉（“苦根山脉”）延展到西边的蓝山山脉。
在1800年，内兹珀斯人拥有上百座固定性村庄。每座村庄的人数在50人到600人不等，这得取决于季节和社会归类。考古学家们已经确认了总共约300处相关的遗址。它们多数是在萨蒙河峡谷，其中既包括营地，也包括村庄。在1805年，内兹珀斯人是哥伦比亚河高原上最大的部落，人口约有12000人。由于流行病、与非印第安人的斗争，以及其他因素，截至20世纪初，内兹珀斯人已经减少到了约8500人。在2010年的人口普查中，共有3499名内兹珀斯人被计数。
与美国西部早期的许多的美洲原住民部落类似，内兹珀斯人有着迁居的习惯，长年过着逐水草而居的生活。他们会根据在当年的给定时间内，要去哪里找寻大量的食物，而按季节的循环而旅行。这样的迁徙遵循着一种可预料的模式：在每一年，从固定性的冬季村庄，通过一些临时的营地，最后几乎总是返回到同样的地点。据所知，他们向东最远去了蒙大拿的大平原，并在那里猎捕野牛，而向西则最远去了西海岸。达尔斯大坝于1957年被建造，进而使得这一地区被淹没，而在那之前，瑟利洛瀑布曾是哥伦比亚河旁的一个捕鲑鱼的受重视、被偏爱的场所。他们严重依赖北美百合的根作为食物的来源。北美百合也被他们称为“q'emes”。这种植物在萨蒙河和克利尔沃特河的流域之间的地区被采摘。
内兹珀斯人信仰叫作威耶阿金（Wie-a-kin）的诸灵。他们认为，威耶阿金会提供“通向无形的精神力量世界的一个连接”。威耶阿金会保护一个人不受伤害，并且成为个人的护灵。要收到一个威耶阿金，无论男孩女孩，都会在12到15岁的时候独自去山里进行一场幻象探索。去探索的人会带上用干燥佩奥特仙人掌或其他神圣植物泡制的一份饮料。这些人相信这些饮料拥有精神力量。他们不会吃东西，并且只会喝很少的水。在探索的过程中，探索的人会收到一个神灵的幻象，这一神灵的形式可能是哺乳动物，也可能是鸟类。这一幻象可能会在实际中出现，也可能会在梦中或催眠状态中出现。威耶阿金会将动物的力量赠给它的携带者——比如，一个鹿可能会给它的携带者迅捷。一个人的威耶阿金是非常私人的。它很少与别的任何人共有，并且只被私下地思量。威耶阿金会与人待在一起，直到死亡。
总部位于爱达荷州斯波尔丁（Spalding）的内兹珀斯国家历史公园由国家公园管理局进行全面管理。位于斯波尔丁的博物馆中包括一个研究中心，它有着这座公园的史学档案和藏书集。如果要研究和诠释内兹珀斯人的历史与文化，可以在现场使用那些资料。公园在爱达荷州、蒙大拿州、俄勒冈州及华盛顿州包含有38处与内兹珀斯人有联系的遗址。它们中有许多是由当地和该州的代理机构进行管理的。

## 历史

### 欧洲人的接触

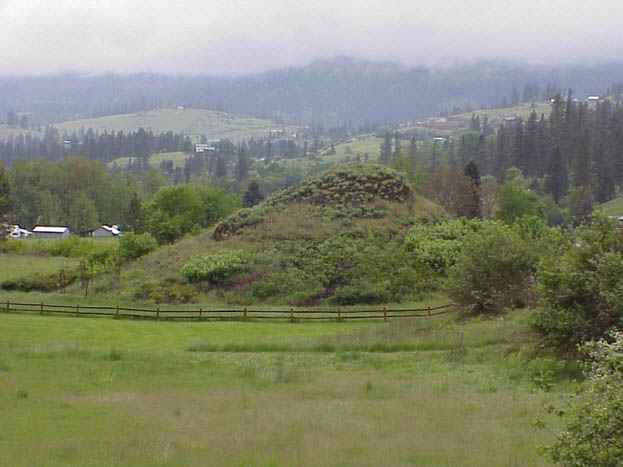
被描绘与内兹珀斯人起源故事中的“怪物之心”。

包括上述的加拿大法兰西人贸易者们在内，在1805年，威廉·克拉克是已知的第一个遇见了这个部落的人的欧美人。在那个时候，梅里韦瑟·刘易斯和他们的部下们正在穿越比特鲁特山脉。他们的食物将要耗尽。克拉克带了六名猎手赶去打猎。在1805年9月20日，在洛洛小道的西端附近，他在一片挖掘北美百合的场地的边缘，发现了一座小型营地。这个地方现在被叫作韦普大草原。这些探险者们所遇见的那些内兹珀斯人给他们留下了深刻的好印象。他们正准备乘坐小船走水路继续旅行到太平洋，便将他们的马匹委托给对方保管，直到他们回到“一位酋长的两个兄弟和一个儿子”那里。这些印第安人中的一名是Walammottinin（意为“结串儿的头发”，但是更通常地被叫作“缠发”）。他是律师酋长（Chief Lawyer）的父亲。在1877年，律师酋长是内兹珀斯部落“条约派”的一名显著成员。通常情况下，内兹珀斯人对可信之人是忠诚的。队伍在回来后，重新得到了他们的马匹，并且没遇到什么困难。

### 内兹珀斯人的逃亡

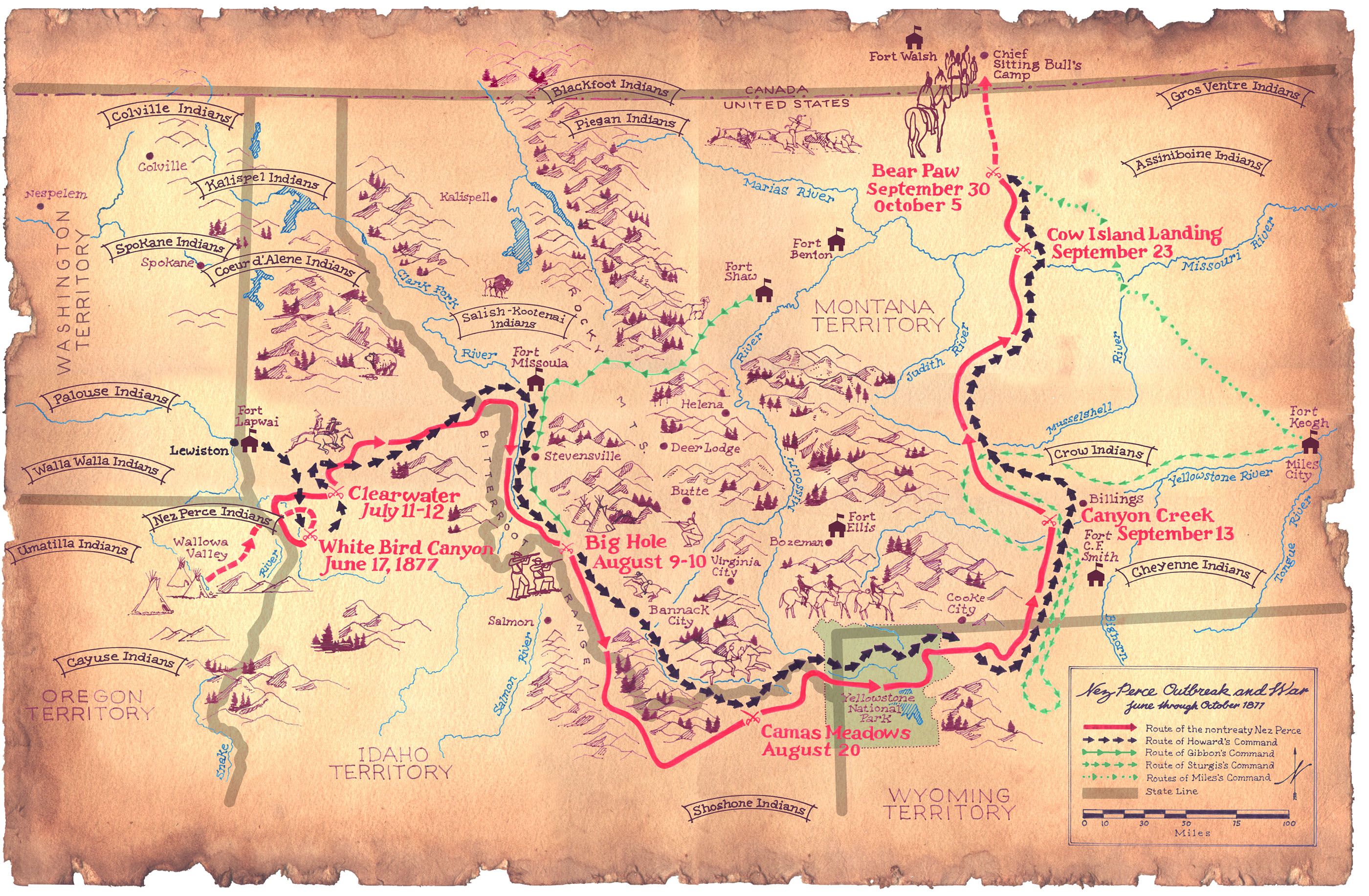
显示了内兹珀斯人的逃亡和关键战役地点的地图。

在美国欧洲人的压力之下，在19世纪晚期，内兹珀斯人分裂为了两群：一方接受了强制改换居所到一个保留区里，另一方则拒绝交出他们在爱达荷和俄勒冈的肥沃的土地。那些愿意去保留区的人在1877年签署了条约。而“非条约派”的内兹珀斯人则在1877年6月15日开始逃亡。山雷酋长、玻璃镜、白鸟、阿蛙、精瘦马鹿（扑克乔）及羚羊率领2900名男女老幼，企图到达一个和平的庇护所。他们打算在他们的盟友克罗人那里找到庇护，但是克罗人拒绝了提供帮助。在那之后，内兹珀斯人便立即试图到达拉科塔酋长坐牛在加拿大的营地。在小大角羊战役中决定性地击败了美军之后，坐牛便已迁移到了那里。
内兹珀斯人打算穿越四个州以及众多的山脉，共经过1,170英里（1,880）以上的道路，以获取自由。在这一场史诗般的逃亡中，他们被美军的2000多名士兵所追击。在18场大小战之中，800名内兹珀斯勇士击败或拖住了追军。在这些冲突中，超过300名美军士兵和1000名内兹珀斯人（包括妇女与儿童）阵亡。
在1877年10月5日，在距离加拿大边境40英里（64）处的蒙大拿地区，经过了贝尔波群山战役之后，幸存下来的内兹珀斯人中的多数人最终被迫屈服。山雷酋长向美军骑兵队的奥利弗·奥·霍华德将军投了降。在投降谈判期间，山雷酋长向美军士兵递出了一段口信。这段口信常被描述为一段演说。作为最伟大的美国演说之一，它已变得十分有名：“……听我说，我的酋长们，我累了。我的心悲痛无力。从太阳现在所在之处起，我将永远不再战斗了。”
内兹珀斯人逃亡的路线保存于内兹珀斯国家历史道路之中。每年六月的赛普里斯丘陵（Cypress Hills）骑乘活动纪念的便是内兹珀斯人的逃往加拿大的尝试。

## 内兹珀斯马繁衍计划

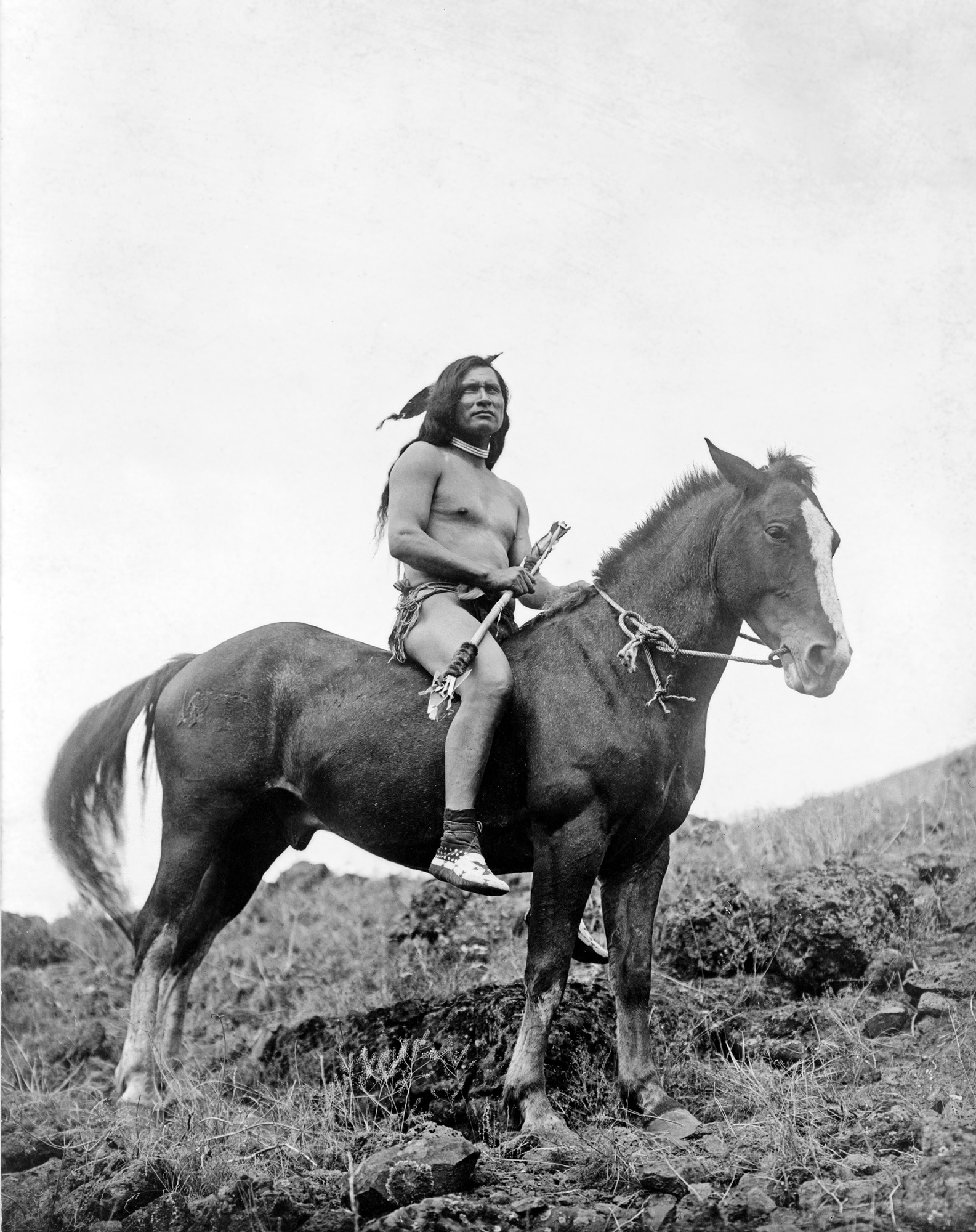
内兹珀斯人的勇士骑马的风采，摄于1910年。

在1994年，内兹珀斯部落开始了一项繁衍计划。这一计划的基础是将阿帕卢萨马和中亚的一种叫作“阿克哈-塔克马”的品种进行杂交，以此来产出他们称之为“内兹珀斯马”的马匹。他们想要恢复部分他们传统的马文化，这其中包括：从事有选择性的马匹繁衍，长期将之视为财富与地位的一个标志，以及训练部落成员的高品质的马术。保留区的生活以及美国人和美国政府所施加的社会同化的压力造成了他们社会的分裂瓦解，进而导致了他们的马文化在19世纪消灭。20世纪的这项繁衍计划的资金提供者是美国卫生及公共服务部、内兹珀斯部落，以及一个叫作“第一民族发展协会（First Nations Development Institute）”的非营利团体（总部在华盛顿哥伦比亚特区）。这一计划已促进了美洲原住民区域中的那些反应了这些人民的价值与传统的各行各业。内兹珀斯马这一品种以其速度而闻名。

## 捕鱼
捕鱼是内兹珀斯部落中的一个重要的仪式、生计，以及商业活动。内兹珀斯渔人在邦纳维尔水坝和麦克纳里水坝间的哥伦比亚河主流中从事部落的渔业。内兹珀斯人还在斯内克河（“蛇河”）及其支流中捕捉春夏两季的王鲑和虹鳟。内兹珀斯部落经营克利尔沃特河（Clearwater River，“清水河”）上的“内兹珀斯部落孵化场（Nez Perce Tribal Hatchery）”，以及一些卫星地区的孵化场计划。
在历史上，鱼类曾是内兹珀斯人所依赖的食物来源。他们吃得最多的是王鲑，而不是七鳃鳗、白鲑及锐唇鲴等其他的种类。在与欧洲人接触之前，内兹珀斯人的传统的狩猎与捕鱼地区西至喀斯喀特山脉（“小瀑布山脉”），东达比特鲁特山（“苦根山”）。

## 内兹珀斯印第安人保留区
当前的部落土地由爱达荷州中北部的一处保留区构成，其精确位置在46°18′N 116°24′W / 46.300°N 116.400°W。这个地方主要是在克利尔沃特河以南的卡默斯大草原（“北美百合大草原”）地区，占了四个县的各一部分。按表面面积的降序排列，这四个县分别是内兹珀斯、刘易斯、爱达荷，及克利尔沃特。保留区的总土地面积约为1,195平方英里（3,100平方），而根据2000年人口普查，保留区的人口为17959人。它最大的社区是其东北角附近的奥罗菲诺市。部落政府所在地拉普怀有着最高的内兹珀斯人百分率，约为81.4%。
与俄克拉何马土地的开放类似，美国政府在1895年11月18日将保留区对白人定居点开放。这份公告是在不到两周前由克利夫兰总统签署的。

### 社区
| - 克雷格蒙特 - 卡尔德萨克 - 费迪南德 - 卡米艾 - 库斯基亚 | - 拉普怀 - 内兹珀斯 - 奥罗菲诺 - 佩克 - 鲁宾斯 | - 斯泰茨 - 斯威特沃特 - 温切斯特 |

此外，华盛顿州东部的科尔维尔印第安人保留区则包含有山雷的内兹珀斯人群体。

## 著名内兹珀斯人

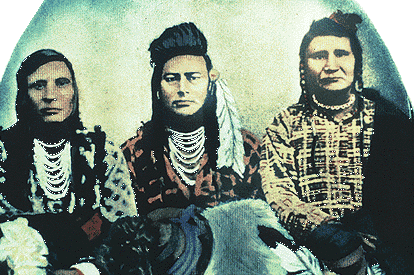
十九世纪时的内兹珀斯人

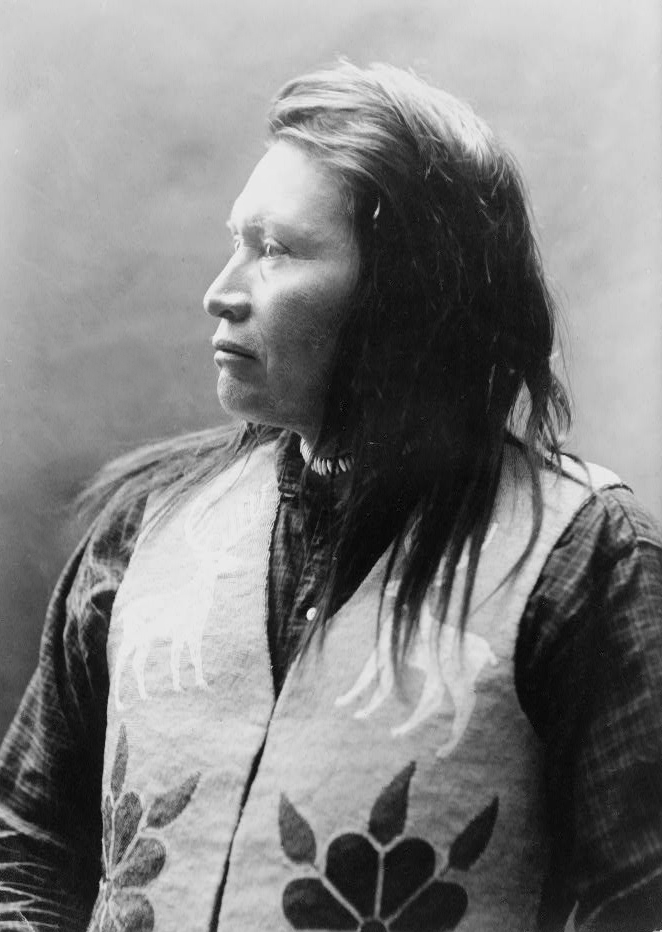
黄狼
1909年12月30日

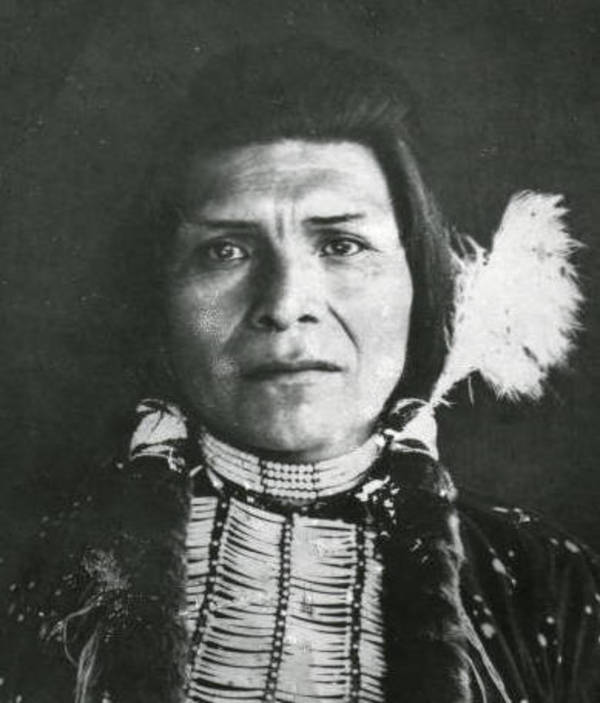
鸟落（Peo Peo Tholekt "Bird Alighting"），一名在比格霍尔战役中帮忙捕获了山地榴弹炮的内兹珀斯勇士

- 律师酋长（英语：Hallalhotsoot）（Hal-hal-hoot-soot，Hallalhotsoot或Halalhot'suut，英语：Chief Lawyer，约1796年-1876年1月3日），一名说赛利希语（Salish）的平头族（Flathead）女人和缠发（Walammottinin "Twisted Hair"）的儿子。缠发是在1805年秋天欢迎与友好对待了刘易斯与克拉克的内兹珀斯人。父亲缠发与白人的积极的经历极大地影响了他。他曾被委任为“内兹珀斯人首席酋长”（Head Chief of the Nez Perce），作为内兹珀斯人“条约派”阵营的领袖，签署了《1855年沃拉沃拉条约》（Walla Walla Treaty of 1855）和有争议的《1863年条约》。他被白人毛皮猎人们称为“律师”（Lawyer），是由于他的雄辩术和说若干种语言的能力。在黄金被发现后，《1863年条约》使内兹珀斯人付出了他们将近90%的土地。然而在这项条约的诉讼中，他却为此条约辩护，因为他知道反抗美国政府及其军力是无益的。他曾试图谈判出最佳的结果，让多数内兹珀斯人仍被允许生活在他们平常的村落地点。美国政府未能成功实现在两项条约中的承诺，这令他失意。他甚至去华盛顿哥伦比亚特区表达过他的失望。他在失意中离世。[來源請求]
- 放箭（Tuekakas或Tiwíiteq'is "Shooting Arrow"），又叫老约瑟夫酋长（Old Chief Joseph），是瓦洛厄群体（Wallowa Band）的领袖，也是第一批皈依了基督教的内兹珀斯人之一，以及部落与白人的早期和平的有力拥护者之一。他是山雷酋长（又叫约瑟夫酋长，或小约瑟夫）的父亲。
- 山雷（Hinmatóoyalahtq'it "Thunder Traveling to Higher Areas"），又叫约瑟夫酋长（Chief Joseph）或小约瑟夫（Young Joseph），最著名的内兹珀斯人领袖。他曾带领着约60名勇士，领导他的人民进行斗争，以保持他们的身份。他指挥了“非条约派”酋长们的最大的一批追随者。
- 阿蛙（英语：Ollokot）（'Álok'at或Ollikut "Frog"），山雷酋长之弟，瓦洛厄群体的战酋，1877年10月4日在贝尔波群山附近的斯内克溪（Snake Creek，“蛇溪”）畔的最后一战中战死。
- 玻璃镜（英语：Looking Glass (Native American leader)）（Allalimya Takanin "Looking Glass"），非条约派的阿尔波怀群体[Alpowai Band，或阿尔波瓦群体（Alpowa Band）]的领袖及战酋，在其部落与美军的最后一战中阵亡；他的追随者们规模第三大，且不超过40名男人。
- 光鹰[26]（Tipiyelehne Ka Awpo "Eagle from the Light"），非条约派的拉马塔群体[Lamátta Band，亦有Lam'tama（拉姆塔马）、Lamtáama（拉姆塔马）、Lahmatta（拉马塔）等多种拼写法]的领袖，曾随玻璃镜的群体一起向东越过比特鲁特山以狩猎野牛，出席过1855年的沃拉沃拉协调会（Walla Walla Council）并曾在拉普怀协调会（Lapwai Council）上支持过非条约派阵营，拒绝签署《1855年条约》和《1866年条约》，在1875年带着他的群体的部分人离开了他们在萨蒙河（Salmon River，“鲑鱼河”）畔的领地，后投奔休休尼酋长鹰眼（Eagle's Eye），定居在了蒙大拿的韦泽县（Weiser County）。其他的留在了萨蒙河畔的拉姆塔马群体的成员们的领导职位，则被老酋长白鸟取得。光鹰未参与过1877年的战争，因为他离得太远了。
- 鸟落（Piyopyóot'alikt "Bird Alighting"），内兹珀斯勇士，在内兹珀斯战争的每场战役中都曾出色地战斗，在卡默斯溪战役中受伤。
- 白鸟（英语：White Bird (Native American leader)）（Peo-peo-hix-hiix或Piyóopiyo X̣ayx̣áyx̣，更正确的写法为：Peopeo Kiskiok Hihih "White Bird"），或白鹅（"White Goose"），亦被提到为白鹈鹕（"White Pelican"），非条约派的拉马塔群体的领袖兼“图阿特”[Tooat，巫医（或萨满）（英语：Medicine man）或先知]。该群体属于“拉马塔”（意为“少雪地区”）。“白鸟峡谷”（White Bird Canyon，英语音译为怀特伯德峡谷）由此被内兹珀斯人命名。他的追随者们规模第二大，仅次于山雷的，且不超过50名男人。
- 羚羊（Toohoolhoolzote "Antelope"），非条约派的皮库楠群体（Pikunan Band）的领袖兼“图阿特”[Tooat，巫医（或萨满）（英语：Medicine man）或先知]。先是主张和平，之后加入了内兹珀斯战争的战斗；死于贝尔波战役。
- 黄狼（英语：Yellow Wolf）（He-Mene Mox Mox或Himíin Maqsmáqs "Yellow Wolf"），希望被叫作白电（Heinmot Hihhih或In-mat-hia-hia "White Lightning"），约生于1855年，死于1935年8月，是非条约派的瓦洛厄群体的一名内兹珀斯勇士，参加过1877年内兹珀斯战争的战斗，左臂靠近手腕处受过枪伤，在克利尔沃特战役中左眼下也受过。
- 黄牛（Chuslum Moxmox或Cúuɫim Maqsmáqs "Yellow Bull"），非条约派的一个群体的战争领袖。
- 风缠（'Elelímyeté'qenin'或Háatyata'qanin' "Wrapped in the Wind"）
- 彩虹（Wahchumyus "Rainbow"），非条约派的一个群体的战争领袖，阵亡于比格霍尔战役。
- 五伤（Pahkatos Owyeen "Five Wounds"），在克利尔沃特战役中右手受伤，在比格霍尔战役中阵亡。
- 红鸮（Koolkool Snehee "Red Owl"），非条约派的一个群体的战争领袖。
- 扑克乔（Poker Joe）勇士兼副酋长；随比格霍尔战役后被选为内兹珀斯人的带路指挥和向导，阵亡于贝尔波战役；一半是内兹珀斯人，一半是法裔加拿大人。
- 蒂莫西（Tamootsin，英语：Timothy，1808年-1891年），内兹珀斯人条约派阵营的阿尔波怀群体的领袖，内兹珀斯人中的第一名基督教皈依者，娶了放箭酋长的姐妹泰默尔（Tamer）。放箭与蒂莫西在同一天受洗。[27]
- 阿奇·菲尼（Archie Phinney，1904-1949），学者与行政官员，在哥伦比亚大学在人类学系系主任弗朗茨·博厄斯教授指导下进行研究，并为内兹珀斯人的古老习俗及传统生活方式在被文明侵蚀消失前作出了观察纪录，亦解构了内兹珀斯人的口语传统。他制作了《内兹珀斯文本（Nez Perce Texts）》，来自口述传说的内兹珀斯神话与传奇的一本出版文集。[28]
- 伊莱恩·迈尔斯（Elaine Miles），女演员，以她在电视剧《北国风云（英语：Northern Exposure）》中的角色最为有名。
- 杰克·霍克西（Jack Hoxie）与阿尔·霍克西（Al Hoxie），无声电影演员；母亲是内兹珀斯人。
- 杰克逊·森当（Jackson Sundown），退伍老兵与马术冠军。
- 克劳迪娅·考夫曼（Claudia Kauffman），华盛顿州前州参议员。

## 虚构的内兹珀斯人
- 雷霆（英语：Chief Thunder），来自《杀手本能（英语：Killer Instinct）》系列电子游戏。真名为Hinnamitoom。

## 扩展阅读
- Beal, Merrill D. "I Will Fight No More Forever": Chief Joseph and the Nez Perce War. Seattle: University of Washington Press, 1963.
- Bial, Raymond. The Nez Perce. New York: Benchmark Books, 2002. ISBN 0-7614-1210-7.
- Boas, Franz（弗朗茨·博厄斯）. . Washington State Library's Classics in Washington History collection. Published for the American Folk-Lore Society by G.E. Stechert & Co. 1917  [2015-12-14]. OCLC 2322072. （原始内容存档于2014-03-12）.
- Will Henry: From Where the Sun Now Stands, New York: Bantam Books, 1976. ISBN 0-553-02581-3.
- Humphrey, Seth K. (1906). "The Nez Perces （页面存档备份，存于）". The Indian Dispossessed (Revised ed.). Boston: Little, Brown and Company（利特尔-布朗公司（英语：Little, Brown and Company））. 维基文库. OCLC 68571148 （页面存档备份，存于）.
- Josephy, Alvin M. The Nez Perce Indians and the Opening of the Northwest. Yale Western Americana series, 10. New Haven, CT: Yale University Press, 1965.
- Judson, Katharine Berry. . Washington State Library's Classics in Washington History collection 2nd. Chicago, IL: A.C. McClurg. 1912  [2015-12-14]. OCLC 10363767. （原始内容存档于2014-03-12）. Oral traditions from the Chinook, Nez Perce, Klickitat and other tribes of the Pacific Northwest.
- Lavender, David Sievert. Let Me Be Free: The Nez Perce Tragedy. New York: HarperCollins, 1992. ISBN 0-06-016707-6.
- Nerburn, Kent. Chief Joseph & the Flight of the Nez Perce: The Untold Story of an American Tragedy. New York: HarperOne, 2005. ISBN 0-06-051301-2.
- Pearson, Diane. The Nez Perces in the Indian Territory: Nimiipuu Survival. 2008 Indian Studies professor traces the history of the Nez Perces and their maltreatment by the U.S. government. ISBN 978-0-8061-3901-2.
- Stout, Mary. Nez Perce. Native American peoples. Milwaukee, WI: Gareth Stevens Pub, 2003. ISBN 0-8368-3666-9.
- Warren, Robert Penn. Chief Joseph of the Nez Perce, Who Called Themselves the Nimipu, "the Real People": A Poem. New York: Random House, 1983. ISBN 0-394-53019-5.
- John R. Swanton: The Indian Tribes of North America. Smithsonian Institution, Bureau of American Ethnology, Bulletin 145, Smithsonian Press, Washington D.C., 1969.
- Deward E. Walker Jr.: Handbook of North American Indians. Volume 12: Plateau. Smithsonian Institution (Hg.). Washington: 1998.